# Georg Tintner
Georg Tintner (Vienna, 22 maggio 1917 – Halifax, 2 ottobre 1999) è stato un direttore d'orchestra austriaco.

## Biografia
Da bambino fu membro de I piccoli cantori di Vienna, diretto da Franz Schalk. Studiò composizione all'Accademia di Stato di Vienna con Josef Marx e col direttore Felix Weingartner. Poco tempo dopo divenne assistente del Direttore della Volksoper di Vienna.
A causa della persecuzione degli ebrei, scappò da Vienna nel 1938, e nel 1940 arrivò ad Auckland, in Nuova Zelanda. Diresse il coro di una chiesa, fino a quando, terminata la guerra, assunse la direzione della Auckland Choral Society nel 1947, e nel 1948 della Auckland String Players.
Nel 1954 andò in Australia, dove divenne direttore stabile del National Opera of Australia (una compagnia privata); nel 1957 divenne direttore dell'Australian Elizabethan Theatre Trust. Fu tra i primi a promuovere la trasmissione in televisione delle opere in Australia.
Dopo aver diretto per un anno l'Orchestra Comunale di Città del Capo (1966-1967) e per tre anni la Sadler Wells Opera (1967-1970), tornò in Australia, dove divenne Direttore musicale della West Australian Opera. Nel 1974 ritornò all'Australian Elizabethan Theatre Trust Opera, ormai noto come Australian Opera. Fu anche Direttore musicale della Queensland Theatre Orchestra nel 1976.
Nel 1987 si trasferì in Canada, divenendo Direttore della Symphony Nova Scozia.
Il 2 ottobre del 1999, dopo una lotta di sei anni contro il cancro, si suicidò lanciandosi dal balcone del suo appartamento all'11º piano ad Halifax.
Tintner è stato descritto come "uno dei più grandi conduttori di Anton Bruckner". Ha registrato un ciclo completo delle Sinfonie di Bruckner per la Naxos CD poco prima della fine della sua vita (registrazioni dal 1995 al 1998).
La Naxos ha pubblicato un "Memorial Tintner Edition", che comprende le nuove edizioni delle sue precedenti registrazioni di vari compositori oltre a Bruckner. Un disco di Tintner di musica per pianoforte, composta durante il suo periodo giovanile e rimasta fino ad oggi poco nota, è stato pubblicato dalla stessa etichetta.